# Krachi ouest
Pour les articles homonymes, voir Krachi.
Le district de Krachi ouest  (officiellement Krachi West District, en Anglais) est l’un des 18 districts de la Région de la Volta au Ghana.

## Villes et villages du district
| - Kete-Krachi - Banda - Borae No. 2 - Chinderi | - Grubi - Bajamse - Osramani - Boafri | - Akaniem - Ehiamankyene - Zongo Marcheri - Aymamae |

## Sources
- (en)
- (en) Site de Ghanadistricts